# کارل گرومبرگ
کارل گرومبرگ (انگلیسی: Carl Grünberg؛ ۱۰ فوریهٔ ۱۸۶۱ – ۲ فوریهٔ ۱۹۴۰) تاریخ‌نگار، استاد دانشگاه، حقوق‌دان و جامعه‌شناس مارکسیست اهل آلمان بود.